# WWE SmackDown vs. Raw Online
WWE SmackDown vs. Raw Online es un videojuego cancelado de lucha libre profesional previamente con el desarrollo de Vertigo Games que iba a ser publicado por THQ para la PC.

## Historia
El proyecto iba a ser el primer juego de SmackDown vs. Raw en PC. Este marcaría el cuarto juego de THQ en desarrollo exclusivamente para el creciente mercado en línea de PC. Se promocionó como parte de la serie WWE SmackDown vs. Raw. Aunque en mayo de 2009 pasó a llamarse WWE Online con vínculos de la serie separada, en el evento E3 2010 se reveló que se había revertido. En noviembre de 2010 THQ anunció la cancelación del desarrollo del juego en la República de Corea.

## Jugabilidad
Con WWE SmackDown vs. Raw Online, los jugadores podrán conectarse entre sí en línea para enfrentarse en combate, interactuar y comprar, que incluye la compra de las demás Brands y Wrestlers. El juego ofrecerá tanto el modo un jugador como multijugador. El jugador puede jugar como un luchador de la WWE o crear el suyo propio en busca de fama, respeto y riqueza virtual, con el fin de llegar a la calificación final para el Hall of Fame. El jugador puede obtener puntos que se utilizarán para desbloquear características, elementos y subir de nivel.
El jugador también puede comprar elementos adicionales, habilidades y ropa para mejorar a su personaje. El juego tiende a tener actualizaciones de contenido y características en el transcurso del juego para mejorar la experiencia de los jugadores. 
La función Create-a-wrestler, que ha sido inducida en los últimos juegos de la WWE, se implementará en este. Los jugadores podrán crear sus propios luchadores y los podrán utilizar en el juego, el cual incluirá Create-a-Taunt, Create-a-Moveset, Create-an-Arena, Create-a-Finisher, Create-an-Entrance y una nueva 3D Paint Tool que te permite importar archivos .JPG, .GIF, .PNG, y .PSD para usar en el juego.